# 1. Zusatzartikel zur Verfassung der Vereinigten Staaten

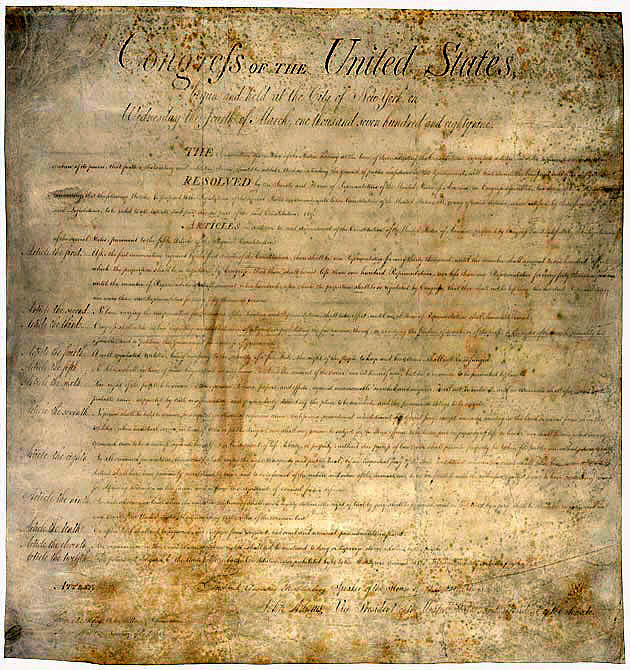
Die ersten zehn Zusätze zur Verfassung der Vereinigten Staaten bilden die Bill of Rights

Gedenktafel zum ersten Zusatzartikel in Philadelphia

Der 1. Zusatzartikel zur Verfassung der Vereinigten Staaten von Amerika (englisch First Amendment) ist Bestandteil des als Bill of Rights bezeichneten Grundrechtekatalogs der Verfassung der Vereinigten Staaten. Der 1791 verabschiedete Artikel verbietet dem Kongress, Gesetze zu verabschieden, die die Redefreiheit (engl. freedom of speech), Religionsfreiheit, Pressefreiheit, Versammlungsfreiheit oder das Petitionsrecht einschränken. Außerdem verbietet der Artikel die Einführung einer Staatsreligion und die Bevorzugung oder Benachteiligung einzelner Religionen durch Bundesgesetz.
Obwohl der Artikel im Wortlaut nur den Kongress einschränkt, hat der Oberste Gerichtshof (Supreme Court) in mehreren Urteilen entschieden, dass diese Einschränkung aufgrund des 14. Zusatzartikels auch für die Bundesstaaten gilt.

## Wortlaut
Der Originaltext des 1. Zusatzes zur Verfassung der Vereinigten Staaten von Amerika lautet (mit deutscher Übersetzung):

“Congress shall make no law respecting an establishment of religion, or prohibiting the free exercise thereof; or abridging the freedom of speech, or of the press; or the right of the people peaceably to assemble, and to petition the Government for a redress of grievances.”

„Der Kongress soll kein Gesetz erlassen, das eine Einrichtung einer Religion zum Gegenstand hat oder deren freie Ausübung beschränkt, oder eines, das Rede- und Pressefreiheit oder das Recht des Volkes, sich friedlich zu versammeln und an die Regierung eine Petition zur Abstellung von Missständen zu richten, einschränkt.“

Der 1. Verfassungszusatz wird in der vom US-Kongress beschlossenen Gesetzesurkunde als dritter Artikel (englisch Article the third) aufgeführt.

## Geschichte
Die Verfassung rief in der ursprünglich ratifizierten Form einigen Widerstand hervor, weil sie die Bürgerrechte nicht in ausreichendem Umfang garantierte. Als Antwort darauf wurde 1789 der erste Verfassungszusatz zusammen mit dem Rest der Bill of Rights vom Kongress vorgeschlagen. Am 15. Dezember 1791 war die Bill of Rights von der notwendigen Anzahl an Bundesstaaten ratifiziert und somit verabschiedet worden.

## Auslegung durch die Gerichte
Der Oberste Gerichtshof hat im Laufe der Zeit Regeln für die Verfassungsmäßigkeit von Gesetzen nach Maßgabe des ersten Zusatzartikels aufgestellt. Untergeordnete Bundesgerichte und Gerichte der Einzelstaaten sind gehalten, bei ihrer Auslegung der Bundesverfassung diesen Regeln zu folgen. Solch klassische Ausdrücke wie clear and present danger, without redeeming social value und wall of separation between church and state („eindeutige und akute Gefahr“, „ohne ausgleichenden gesellschaftlichen Wert“ und „Trennwand zwischen Kirche und Staat“) befinden sich zwar nicht im Text der Verfassung, waren aber in Gerichtsentscheidungen von Bedeutung und fanden auch Eingang in die gängige Rechtspraxis.

### Errichtung einer Staatsreligion
Die sogenannte establishment clause (etwa: „Errichtungsklausel“) verbietet es dem Kongress, eine Staatsreligion einzuführen. Vor der Inkraftsetzung des 14. Zusatzartikels war der Oberste Gerichtshof allgemein der Auffassung, dass die wesentlichen Rechte und Verbote, die die Bill of Rights beinhaltete, nicht die Aktivitäten der einzelnen Bundesstaaten betrafen. Anschließend wurden durch die incorporation doctrine (etwa: „Einfügungsdoktrin“) einige ausgewählte Regelungen auch auf die Bundesstaaten bezogen. Jedoch begann der Supreme Court erst in der zweiten Hälfte des zwanzigsten Jahrhunderts, die Klauseln, die die Errichtung einer Staatsreligion verboten und die freie Religionsausübung garantierten, so auszulegen, dass die Förderung bestimmter Religionen durch die Regierungen der einzelnen Bundesstaaten wesentlich reduziert wurde. Beispielsweise kam der Richter David Souter 1994 im Urteil zum Fall Board of Education of Kiryas Joel Village School District v. Grumet zum Schluss:

“Government should not prefer one religion to another, or religion to irreligion.”

„Die Regierung sollte weder eine Religion einer anderen vorziehen, noch Religion dem Fehlen von Religion.“

### Freie Religionsausübung
Die Klausel zur freien Religionsausübung wurde oft dahingehend ausgelegt, dass sie zwei Freiheiten enthalte: die Freiheit zu glauben, und die Freiheit zu handeln. Die erste Freiheit ist absolut, während die zweite oft vom Staat eingeschränkt wird. Die Zeugen Jehovas, eine Religionsgruppe, waren oft das Ziel einer solchen Einschränkung. Mehrere Fälle, unter ihnen auch solche, die die Zeugen Jehovas betrafen, erlaubten es dem Supreme Court, die Klausel zur freien Religionsausübung ausführlich zu erörtern. Unter dem Obersten Richter Earl Warren wurde eine großzügige Auslegung der Klausel eingeführt, die compelling interest doctrine (etwa: „Doktrin des zwingenden Interesses“). Gemäß dieser Doktrin muss der Staat beweisen, dass die Einschränkung von zur Religion gehörigen Aktivitäten für ihn von zwingendem Interesse sei. Spätere Entscheidungen haben den Geltungsbereich dieser Auslegung allerdings reduziert.

### Meinungsfreiheit

#### Anstiftung zum Aufruhr
Bemerkenswerterweise behandelte der Oberste Gerichtshof bis zum Anfang des zwanzigsten Jahrhunderts nicht einen einzigen Fall, in dem er aufgefordert wurde, ein Gesetz anhand der Klausel des ersten Zusatzartikels, die Meinungsfreiheit garantiert, auf seine Verfassungsmäßigkeit zu überprüfen. Die Verfassungsmäßigkeit der Alien and Sedition Acts wurde niemals vor dem Obersten Gerichtshof angezweifelt, und sogar die führenden Kritiker dieser Gesetze, Thomas Jefferson und James Madison, argumentierten nur, dass die Gesetze aufgrund des 10. Zusatzartikels und nicht aufgrund des ersten Verfassungszusatzes verfassungswidrig seien.
Nach dem Ersten Weltkrieg waren Gesetze, die die Meinungsfreiheit einschränkten, Gegenstand mehrerer Prozesse vor dem Obersten Gerichtshof. Der Espionage Act von 1917 sieht eine Höchststrafe von 20 Jahren vor für jeden, der Insubordination, Abtrünnigkeit, Meuterei oder Kriegsdienstverweigerung in den Land- oder Seestreitkräften der Vereinigten Staaten (englisch insubordination, disloyalty, mutiny, or refusal of duty in the military or naval forces of the United States) verursacht oder versucht zu verursachen. Wegen dieses Gesetzes wurde die strafrechtliche Verfolgung von über zweitausend Personen eingeleitet. Ein Filmemacher wurde beispielsweise zu zehn Jahren Freiheitsstrafe verurteilt, weil seine Darstellung britischer Soldaten in einem Film über die Amerikanische Unabhängigkeitsbewegung einem Verbündeten der Vereinigten Staaten, dem Vereinigten Königreich, böse Absichten unterstelle. Der Sedition Act ging sogar noch weiter und machte „treulose“ (englisch disloyal), „grob vulgäre“ (englisch scurrilous) und „beschimpfende“ (englisch abusive) Äußerungen über die Regierung strafbar.
Der Oberste Gerichtshof wurde zum ersten Mal 1919 im Fall Schenck v. United States ersucht, ein die Meinungsfreiheit verletzendes Gesetz für verfassungswidrig zu erklären. In den Fall war Charles Schenck verwickelt, der während des Krieges Flugblätter verteilt hatte, in denen er das damalige Wehrpflichtsystem angefochten hatte. Der Supreme Court bestätigte in dem Prozess einstimmig Schencks Verurteilung aufgrund der Verletzung des Espionage Acts. Der Richter Oliver Wendell Holmes, jr., der in dem Prozess als Gerichtsschreiber fungierte, stellte fest:

“The question in every case is whether the words used are in such circumstances and are of such a nature as to create a clear and present danger that they will bring about the substantive evils that Congress has a right to prevent.”

„In jedem Fall ist die Frage entscheidend, ob die Worte, die benutzt wurden, unter solchen Umständen von der Art sind, dass sie eine eindeutige und akute Gefahr verursachen und dass sie die wesentlichen Übel hervorrufen, die vom Kongress rechtmäßig unterbunden werden dürfen.“

Der Test auf eindeutige und akute Gefahr aus dem Schenck-Prozess wurde in einem anderen Prozess wieder von Oliver Wendell Holmes ausgeweitet. Dieser Prozess involvierte eine Rede von Eugene V. Debs, einem politischen Aktivisten. Debs hatte darin kein einziges Wort gesprochen, das für das Wehrpflichtsystem eine eindeutige und akute Gefahr verursachte, hatte aber in seiner Rede unter anderem diejenigen, die, weil sie die Einberufung behindert hatten, inhaftiert worden waren, gelobt. Richter Holmes wies darauf hin, dass die von Debs gehaltene Rede die „klar ersichtliche Absicht“ (englisch natural tendency) hatte, seine Einberufung zu verhindern.
Auf diese Weise deutete der Oberste Gerichtshof den ersten Verfassungszusatz so, dass er eine große Anzahl von Einschränkungen der Redefreiheit ermöglichte. Weitere Einschränkungen der Redefreiheit wurden 1925 in dem Fall Gitlow v. New York akzeptiert. Richter Edward Sanford sprach für die Mehrheit der Richter, als er vorschlug:

“And a state may penalize utterances […] [which], by their very nature, involve danger to the public peace and to the security of the state.”

„Und ein Staat darf Äußerungen bestrafen, […] [die] ihrer Natur nach zu Gefahr für den öffentlichen Frieden und für die Sicherheit des Staates führen.“

Die Gesetzgeber durften selbst entscheiden, welche Äußerungen eine solche Gefahr erzeugen würden.
1940 setzte der Kongress das Gesetz zur Anstiftung zum Aufruhr wieder ein, das 1921 ungültig geworden war. Der Smith Act, der in diesem Jahr verabschiedet wurde, besagte:

“It shall be unlawful for any person to […] advocate […] [the] propriety of overthrowing or destroying any government in the United States by force and violence.”

„Es ist für jeden Menschen unrechtmäßig, den gewaltsamen Umsturz irgendeiner Regierung der Vereinigten Staaten zu befürworten.“

Das Gesetz wurde hauptsächlich als Waffe gegen die Anführer der Kommunisten eingesetzt. Die Verfassungsmäßigkeit des Gesetzes wurde im Fall Dennis v. United States in Frage gestellt. Der Oberste Gerichtshof bestätigte das Gesetz mit 6 zu 2 (ein Richter, Tom C. Clark, nahm an der Abstimmung nicht teil, weil er in seinem vorigen Amt als Generalstaatsanwalt die strafrechtlichen Verfolgungen aufgrund des Smith Act befohlen hatte). Der Oberste Richter Fred M. Winson verließ sich auf den von Oliver Wendell Holmes entworfenen Test auf eindeutige und akute Gefahr, als er für die Mehrheit der Richter sprach. Winson merkte an:

“Obviously, the words cannot mean that before the Government may act, it must wait until the putsch is about to be executed, the plans have been laid and the signal is awaited.”

„Offensichtlich können die Worte nicht bedeuten, dass die Regierung, bevor sie handeln kann, warten muss, bis der Putsch kurz vor seiner Ausführung steht, bis die Pläne gemacht sind und nur noch auf das Signal gewartet wird.“

Durch diese Aussage definierte er die Worte eindeutige und akute Gefahr allgemein. Deshalb wurden Reden der Kommunistischen Partei, die gegen den Smith Act verstießen, obwohl sie keine direkte Gefahr darstellten, vom Obersten Gerichtshof verboten.
Das Urteil im Fall Dennis v. United States wurde vom Gerichtshof nie ausdrücklich aufgehoben, aber spätere Entscheidungen haben den Fall praktisch umgekehrt. 1957 änderte das Gericht seine Deutung des Smith Act, als er den Fall Yates v. United States behandelte. Der Gerichtshof verfügte, dass das Gesetz auf „die Verfechtung von Taten, nicht von Ideen“ (englisch the advocacy of action, not ideas) abzielte. Somit bleibt die Verfechtung von abstrakten Lehren weiterhin durch den ersten Verfassungszusatz geschützt. Nur Reden, die ausdrücklich zum gewaltsamen Umsturz der Regierung anstacheln, sind weiterhin durch den Smith Act strafbar.
Unter dem Obersten Richter Earl Warren erweiterte der Oberste Gerichtshof in den 1960er-Jahren den Schutz der Meinungsfreiheit, obwohl es auch Ausnahmen gab. 1968 bestätigte der Gerichtshof beispielsweise in dem Fall United States v. O’Brien ein Gesetz, das die Zerstörung von Wehrpässen verbot. Der Gerichtshof verfügte, dass die Beschwerdeführer Wehrpässe nicht verbrennen dürften, weil dies störend auf das „problemlose und zügige Funktionieren“ (englisch smooth and efficient functioning) des Einberufungssystems einwirke.
1969 entschied der Oberste Gerichtshof in dem Fall Tinker v. Des Moines, dass die Meinungsfreiheit auch für Schüler gelte. Der Fall involvierte mehrere Schüler, die bestraft worden waren, weil sie schwarze Armbänder getragen hatten, um gegen den Vietnamkrieg zu protestieren. Das Gericht entschied, dass die Schule symbolische Sprache, die keine unangemessenen Unterbrechungen der Schulaktivitäten verursache, nicht verbieten könne. Richter Abe Fortas schrieb:

“state-operated schools may not be enclaves of totalitarianism. School officials do not possess absolute authority over their students. Students […] are possessed of fundamental rights which the State must respect, just as they themselves must respect their obligations to the State.”

„Öffentliche Schulen dürfen keine Enklaven des Totalitarismus sein. Schulbeamte besitzen über ihre Schüler keine absolute Autorität. Die Schüler […] besitzen Grundrechte, die der Staat respektieren muss, genauso wie auch die Schüler ihre Verpflichtungen gegenüber dem Staat respektieren müssen.“

Die Entscheidung wurde 1986 durch den Fall Bethel School District v. Fraser wohl verworfen oder zumindest unterminiert, da der Supreme Court in diesem Fall verfügte, dass ein Schüler für seine Rede vor einer öffentlichen Versammlung bestraft werden könne.
Der Gerichtshof entschied 1969 außerdem den Fall Brandenburg v. Ohio, der das Urteil des Prozesses Whitney v. California verwarf, eines Prozesses von 1927, in dem eine Frau wegen der Unterstützung der Kommunistischen Partei zu einer Freiheitsstrafe verurteilt worden war. Der Fall Brandenburg v. Ohio hob gewissermaßen auch das Urteil aus dem Prozess Dennis v. United States auf, indem er das Recht, frei von gewaltsamen Taten und Revolution zu sprechen, mit deutlichen Worten gewährte:

“[Our] decisions have fashioned the principle that the constitutional guarantees of free speech and free press do not permit a State to forbid or proscribe advocacy of the use of force or of law violation except where such advocacy is directed to inciting or producing imminent lawless action and is likely to incite or produce such action.”

„[Unsere] Entscheidungen haben in dem Grundsatz Ausdruck gefunden, dass die in der Verfassung festgelegten Garantien der Rede- und der Pressefreiheit es einem Staat nicht erlauben, das Befürworten der Benutzung von Gewalt oder der Verletzung eines Gesetzes zu verbieten oder zu ächten. Ausgenommen davon ist der Fall, dass dieses Befürworten darauf ausgerichtet ist, drohende Gesetzlosigkeiten anzuregen oder hervorzubringen und eine große Wahrscheinlichkeit besteht, dass durch dieses Befürworten solche Aktionen tatsächlich angeregt oder hervorgebracht werden.“

Von manchen wird behauptet, dass das Urteil aus dem Fall Brandenburg v. Ohio im Wesentlichen eine Neufassung des Tests auf eindeutige und akute Gefahr aufstellt, aber die Richtigkeit solcher Äußerungen ist schwierig zu beurteilen. Der Supreme Court hat seit der Verkündung des Urteils aus Brandenburg v. Ohio keinen Fall, dessen Gegenstand aufrührerische Reden waren, mehr gehört oder entschieden.
Die Streitfrage des Verbrennens der Flagge der USA, die große Uneinigkeiten schaffte, kam 1989 mit dem Fall Texas v. Johnson vor den Supreme Court. Der Supreme Court hob die Verurteilung von Gregory Johnson wegen des Verbrennens der US-Flagge mit fünf Ja- gegen vier Nein-Stimmen auf. Richter William Joseph Brennan brachte vor:

“If there is a bedrock principle underlying the First Amendment, it is that government may not prohibit the expression of an idea simply because society finds the idea offensive or disagreeable.”

„Wenn es ein Grundprinzip des ersten Verfassungszusatzes gibt, ist dies das Prinzip, das der Regierung verbietet, den Ausdruck einer Idee nur aufgrund der Tatsache zu untersagen, dass die Gesellschaft diese Idee für beleidigend und widerwärtig hält.“

Viele Mitglieder des Kongresses verteufelten die Entscheidung des Gerichtshofs. Das Repräsentantenhaus verabschiedete einstimmig eine Resolution, die den Gerichtshof anprangerte; der Senat handelte mit nur drei Nein-Stimmen ebenso. Der Kongress verabschiedete ein Gesetz, das das Verbrennen der Flagge untersagte, aber der Supreme Court erklärte es 1990 in dem Fall United States v. Eichman ebenfalls für verfassungswidrig. Es gab mehrere Versuche, die Verfassung so abzuändern, dass der Kongress die Schändung der Flagge verbieten durfte. Seit 1995 erhielt der Verfassungszusatz bzgl. Entweihung/Verbrennung der Flagge (englisch Flag Desecration Amendment oder auch Flag Burning Amendment) immer wieder ausreichend Stimmen, um im Repräsentantenhaus verabschiedet zu werden, konnte aber im Senat die benötigte Stimmenanzahl nicht erreichen. Im Jahr 2000 stimmte der Senat mit 63 Ja- gegen 37 Nein-Stimmen für den Zusatz, was vier Stimmen zu wenig für die erforderliche Zwei-Drittel-Mehrheit waren. Das letzte Mal wurde dieser Zusatz während der Amtszeit des 109. Kongresses mit 286 Ja-, 130 Nein-Stimmen und 18 Enthaltungen am 22. Juni 2005 im Repräsentantenhaus verabschiedet.

#### Obszönitäten
Der Regierung der USA und den einzelnen Bundesstaaten wurde es schon lange erlaubt, obszöne oder pornographische Sprache einzuschränken. Während obszöne Sprache generell nicht durch den ersten Verfassungszusatz geschützt ist, unterliegt Pornographie einiger Regulation. Jedoch hat sich die exakte Definition von Obszönität und Pornographie im Laufe der Zeit verändert. Richter Potter Stewart ist der Urheber der berühmten Aussage, dass, obwohl er Pornographie nicht definieren könne, beim Anschein erkenne (englisch I know it when I see it.).
Als John Marshall Harlan 1896 im Fall Rosen v. United States das Urteil fällte, setzte der Supreme Court den Standard für Obszönität ein, der im berühmten britischen Fall Regina v. Hicklin aufgestellt worden war. Der Hicklin-Standard lautete wie folgt:

“[Material is obscene if it has] the tendency […] to deprave or corrupt those whose minds are open to such immoral influences, and into whose hands a publication of this sort may fall.”

„[Etwas ist obszön, wenn es] dazu tendiert […], jene, deren Gemüter für solch unmoralische Einflüsse offen sind und in deren Hände Veröffentlichungen dieser Sorte möglicherweise fallen werden, zu verderben und zu schädigen.“

Somit war der Standard der empfindlichsten Mitglieder der Gesellschaft der Standard für Obszönität. 1957 verfügte der Gerichtshof im Fall Roth v. United States, dass der Hicklin-Test unangemessen sei. An seiner Stelle wurde der Roth-Test eingeführt:

“[The test of obscenity is] whether to the average person, applying contemporary community standards, the dominant theme of the material, taken as a whole, appeals to the prurient interest.”

„[Der Test für Obszönität ist], ob das Hauptthema des Materials als Ganzes die unzüchtigen Interessen der Durchschnittsperson anspricht, wenn gegenwärtige Gesellschaftsstandards berücksichtigt werden.“

Als der Gerichtshof 1973 den Fall Miller v. California entschied, wurde der Test erweitert. Nach dem Miller-Test ist ein Werk obszön, wenn es die unzüchtigen Interessen der Durchschnittsperson, wenn gegenwärtige Gesellschaftsstandards berücksichtigt werden, anspricht, sexuelle Handlungsweisen auf offensichtlich anstößige Weise darstellt und keinen ernsthaften literarischen, künstlerischen, politischen oder wissenschaftlichen Wert hat. Zu beachten ist, dass der Gesellschaftsstandard – nicht der nationale Standard – berücksichtigt werden muss, wenn es darum geht, zu beurteilen, ob das Material unzüchtiges Interesse anspricht; deshalb ist es möglich, dass ein Werk an einem Ort für obszön gehalten wird, an einem anderen dagegen nicht. Andererseits werden aber bei der Beurteilung der Frage, ob das Material irgendeinen Wert hat, nationale Standards angewendet. Kinderpornografie unterliegt gemäß einem Urteil des Supreme Court von 1982 nicht dem Miller-Test. Der Gerichtshof empfand das Interesse der Regierung in Bezug auf den Schutz von Kindern vor Missbrauch als vorrangig.
Dennoch kann der Privatbesitz von obszönem Material nicht gesetzlich verboten werden. Als Berichterstatter im Fall Stanley v. Georgia schrieb Richter Thurgood Marshall:

“If the First Amendment means anything, it means that a State has no business telling a man sitting in his own house what books he may read or what films he may watch.”

„Wenn der erste Verfassungszusatz irgendetwas besagt, besagt er, dass es nicht die Angelegenheit des Staates ist, jemandem, der sich in seinem eigenen Haus aufhält, vorzuschreiben, welche Bücher er lesen oder welche Filme er sich dort anschauen darf.“

Jedoch ist es nicht verfassungswidrig, wenn die Regierung den Versand oder Verkauf obszöner Werke unterbindet, selbst wenn sie nur privat betrachtet würden. Das Urteil des Falls Ashcroft v. Free Speech Coalition von 2002 erhielt die oben genannten Rechte weiter aufrecht, indem es das Gesetz zur Verhinderung von Kinderpornographie von 1996 außer Kraft setzte und aussagte:

“Banning the depiction of pornographic images of children, including computer-generated images, was overly broad and unconstitutional under the First Amendment.”

„Das Verbot der Darstellung kinderpornographischer Bilder, einschließlich computergenerierter Bilder, war allzu umfassend und aufgrund des ersten Verfassungszusatzes verfassungswidrig.“

Richter Anthony Kennedy schrieb:

“First Amendment freedoms are most in danger when the government seeks to control thought or to justify its laws for that impermissible end. The right to think is the beginning of freedom, and speech must be protected from the government because speech is the beginning of thought.”

„Die Freiheiten, die der erste Verfassungszusatz garantiert, sind am meisten in Gefahr, wenn die Regierung versucht, die Gedanken zu kontrollieren oder ihre Gesetze auf dieses unzulässige Ziel auszurichten. Das Recht, zu denken, ist der Beginn der Freiheit, und die Sprache muss vor der Regierung geschützt werden, weil die Sprache der Beginn des Denkens ist.“

US-Gerichte haben eine bestimmte Regulation der Pornographie aufrechterhalten, weil sie der Meinung waren, dass die Regulation und das Verbot von Pornographie als ein Weg, um Kinder zu schützen, dem Test entspreche, der eine strenge und genaue Überprüfung erfordert. Ein Gesetz zur differenzierenden Regulation, das die Orte begrenzt, an denen Pornographie angesehen werden kann, kann gültig sein, wenn das Gesetz hauptsächlich auf sekundäre Effekte abzielt, die Differenzierung in keiner Beziehung mit der Unterdrückung des pornographischen Inhalts steht und das Gesetz andere Möglichkeiten für die Betrachtung des Inhalts schafft.

#### Verleumdung und Privatklage
Das US-amerikanische Verbot von verleumderischer Rede und verleumderischen Veröffentlichungen lässt sich auf englische Gesetze zurückführen. Die Deutung des Verleumdungsgesetzes wurde 1964 vom Supreme Court wesentlich verändert, als er im Fall New York Times Co. v. Sullivan (1964) das Urteil fällte. Zusammen mit der Entscheidung in New York Times Co. v. United States (1971), betreffend die Pentagon-Papiere, die die Unterdrückung von Information schon vor der Veröffentlichung (prior restraint) als verfassungswidrig abstempelte, gilt Sullivan als eines der wichtigsten Urteile im Bereich der Pressefreiheit.

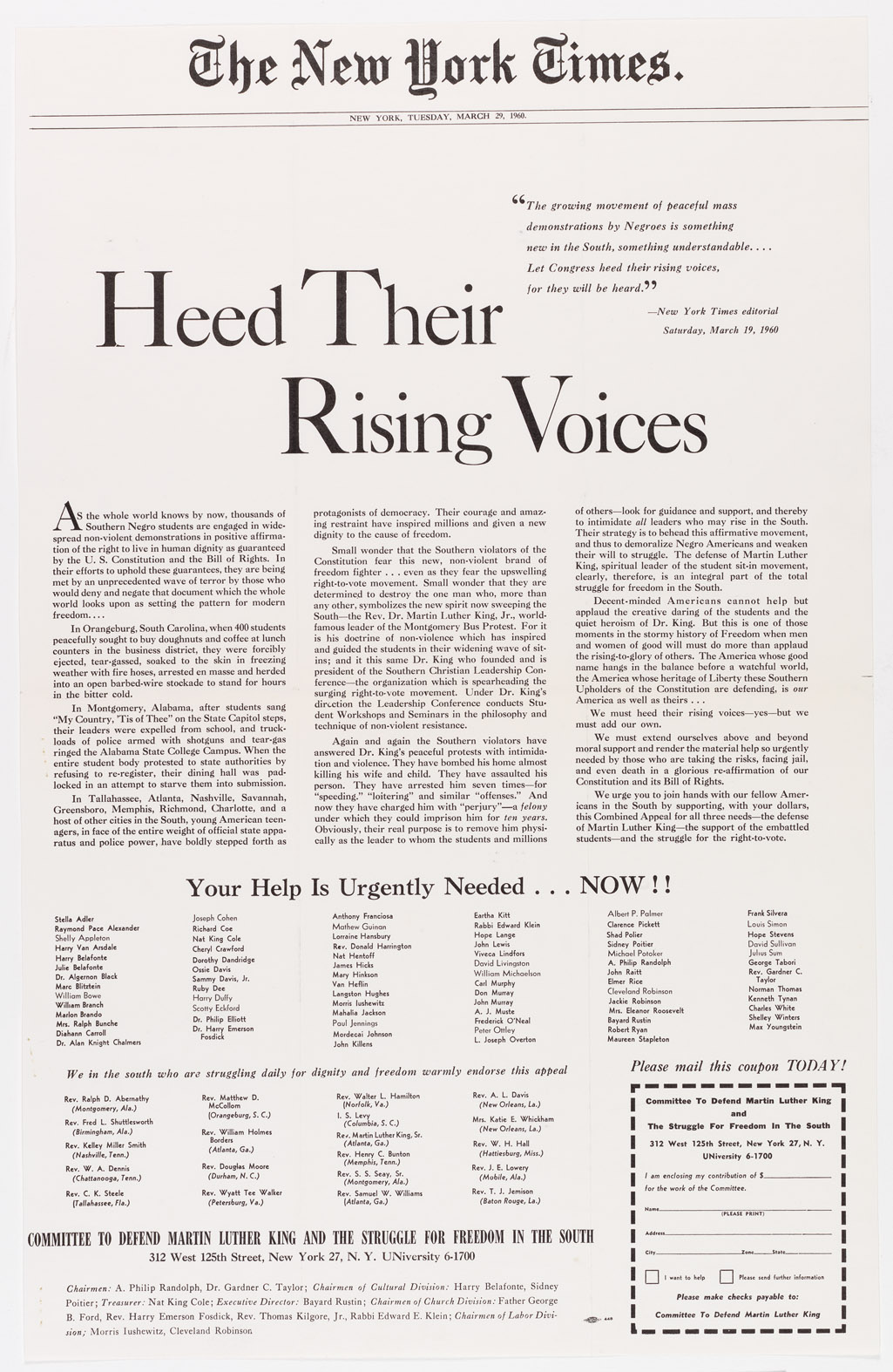
Heed Their Rising Voices, Anzeige in der New York Times (1960)

Die New York Times hatte am 29. März 1960 eine ganzseitige Anzeige von Unterstützern des Pastoren und Civil Rights Movement Bürgerrechtlers Martin Luther King, Jr. veröffentlicht, in der sich mehrere Sachfehler befanden: Es wurde behauptet, dass King in Montgomery in Alabama siebenmal verhaftet wurde, tatsächlich war es viermal; die dortigen Polizeibeamten hätten das Alabama State College umzingelt, tatsächlich hätten sie sich nur nahebei versammelt, und wegen der Bürgerrechtedemonstration seien sie dort auch nicht gewesen; letztendlich hätten die Studenten nicht das Lied gesungen, das in der Anzeige genannt wurde. Nicht bemängelt wurde die Behauptung, dass Polizeibeamte die Proteste von Afroamerikanern während der amerikanischen Bürgerrechtsbewegung brutal niedergeschlagen hätten.
Der namentlich nicht genannte L. B. Sullivan, einer der drei für die Polizei von Montgomery verantwortlichen Public Safety Office Commissioners, verklagte die Times daraufhin mit der Begründung, dass der Artikel den Ruf der Polizei von Montgomery schädige, wegen Verleumdung. Die Times wurde von Gerichten des Staates Alabama schuldig befunden und zu einer Entschädigung von 500.000 Dollar verurteilt – in den gesamten Südstaaten hatten Gerichte Bürgerrechtlern und ihren Organisationen, sowie Journalisten und Publikationen schon 300 Millionen Dollar Entschädigung wegen Verleumdung auferlegt.
Der Supreme Court hob das Urteil gegen die Times mit 9 zu 0 Stimmen auf. Insbesondere wurde festgestellt, dass ein Kläger in einem Diffamierungsprozess, wenn er ein Beamter oder eine Person ist, die für ein öffentliches Amt kandidiert, nicht nur die normalen Elemente einer Diffamierung nachweisen muss – die Veröffentlichung einer falschen diffamierenden Aussage gegenüber einem Dritten – sondern auch beweisen, dass die Aussage mit actual malice (tatsächlicher Böswilligkeit) gemacht wurde, was bedeutet, dass der Angeklagte entweder wusste, dass die angebliche Diffamierung falsch war, oder die Wahrheit rücksichtslos missachtete. Der Begriff actual malice fand sich in der Entscheidung des Alabama Supreme Courts; in der Rechtsprechung des U. S. Supreme Courts wurde er vor Sullivan erst einmal gefunden.
Die Anforderung, actual malice zu beweisen, wird sowohl bei Beamten als auch bei allgemein bekannten Personen einschließlich Prominenten angewendet. Obwohl sich die Details von Bundesstaat zu Bundesstaat unterscheiden, müssen Privatpersonen normalerweise nur ein schuldhaftes Verhalten des Angeklagten beweisen; siehe aber Gertz v. Robert Welch, Inc. einen Abschnitt weiter unten.
Justice Black bemängelte:

„‚Böswilligkeit‘, sogar wie von diesem Gericht definiert, ist ein schwer zu beweisender und schwer zu widerlegender abstrakter Begriff. Das Erfordernis, dass Böswilligkeit nachgewiesen werden muss, bietet allenfalls einen flüchtigen (im Original: evanescent) Schutz für das Recht, kritisch über öffentliche Angelegenheiten zu diskutieren, und wird mit Sicherheit nicht den im First Amendment enthaltenen robusten Sicherheitsvorkehrungen gerecht.“

1974 entschied der Supreme Court im Fall Gertz v. Robert Welch, Inc., dass Meinungen nicht als verleumderisch angesehen werden könnten. Gemäß diesem Urteil wäre es beispielsweise zulässig, zu behaupten, dass ein Rechtsanwalt schlecht ist, jedoch wäre es nicht zulässig, zu erklären, dass dieser Rechtsanwalt die Gesetze nicht kennt: die erste Äußerung ist wertend, während die zweite sich auf Fakten bezieht.
Einige Jahre später, 1990, im Fall Milkovich v. Lorain Journal Co. distanzierte sich der Supreme Court vom Schutz der Meinung, den er im Fall Gertz v. Robert Welch, Inc. aufgestellt hatte. Der Gerichtshof hielt speziell fest, dass als Meinung abgestempelte Äußerungen nicht pauschal vom Verleumdungsgesetz befreit seien, sondern, dass eine Äußerung stattdessen falsifizierbar sein müsse, bevor sie Gegenstand eines Verleumdungsprozesses sein könne.
1988 wurde die Anforderung actual malice im Prozess Hustler Magazine v. Falwell vom Supreme Court, der in diesem Prozess eine parodierende Karikatur schützte, auf die vorsätzliche Zufügung von emotionalem Leid ausgedehnt. In diesem Urteil wurde actual malice definiert als

“knowledge that the statement was false or with reckless disregard to its truth or falsity.”

„Wissen, dass die Äußerung falsch ist oder dass sie die Tatsache, ob sie wahr oder falsch ist, rücksichtslos vernachlässigt.“

Gewöhnlich wird der erste Verfassungszusatz nur angewendet, um direkte von der Regierung ausgeübte Zensur zu verhindern. Trotz des Schutzes vor diesen von der Regierung gestarteten Verleumdungsprozessen wird aber anerkannt, dass es nötig ist, den Staat zu ermächtigen, einen Verleumdungsprozess zwischen Privatpersonen durchzuführen. Die genaue Überprüfung von Verleumdungsprozessen, die der Supreme Court durchführt, wird deshalb manchmal als Teil einer umfassenderen Entwicklung in der US-Rechtsprechung betrachtet: weg von den strikten gesetzlichen Anforderungen für Prozesse hin zur Anwendung der Prinzipien des ersten Verfassungszusatzes, wenn Privatpersonen die Staatsmacht anrufen.
Die Noerr-Pennington-Doktrin ist in gleicher Weise eine gesetzliche Richtlinie, die oft die Anwendung des Kartellrechts auf Äußerungen verhindert, die von Wettbewerbern vor öffentlichen Institutionen gemacht wurden: So darf ein Monopolist ungehindert zum Stadtrat gehen und darauf drängen, dass seinem Konkurrenten keine Bauerlaubnis erteilt wird, ohne dabei dem Sherman Antitrust Act zu unterliegen. Dieses Prinzip wird auch außerhalb des Kartellrechts in den Prozessen angewandt, deren Inhalt Vergehen des Staates in der internationalen Beeinflussung von Unternehmensverbindungen und SLAPP-Prozessen (von großen Unternehmen gestartete Prozesse, in denen sie ihren weniger starken Gegnern so große Verteidigungskosten aufbürden, dass diese ihre Kritik stoppen) sind.
In ähnlicher Weise haben manche Bundesstaaten unter ihrem Schutz der Redefreiheit die Pruneyard-Doktrin verabschiedet, die verhindert, dass Privatbesitzer, die Eigentümer eines üblichen öffentlichen Forums (häufig eines Einkaufszentrums oder eines Lebensmittelgeschäfts) sind, ihre Privatbesitzrechte dazu benutzen, politische Redner und Unterschriftensammler von ihrem Eigentum fernzuhalten. Diese Doktrin wurde als Bundesgesetz der USA abgelehnt, wird aber als Gesetz der einzelnen Staaten in wachsendem Maße akzeptiert.

#### Politische Reden
Das US-Bundesgesetz zum Wahlkampf von 1971 und ähnliche Gesetze begrenzten die Geldmengen, die an politische Kampagnen gespendet werden durften, und die Ausgaben der Kandidaten. Der Supreme Court setzte sich mit der Verfassungsmäßigkeit des Gesetzes 1976 im Fall Buckley v. Valeo auseinander. Der Gerichtshof bestätigte einige Teile des Gesetzes, lehnte andere aber ab. Er stellte fest:

“[T]he ceilings imposed [on campaign contributions] […] serve the basic governmental interest in safeguarding the integrity of the electoral process without directly impinging upon the rights of individual citizens and candidates to engage in political debate and discussion.”

„[D]ie Begrenzungen der [Spenden an Parteien] […] dienen den wesentlichen Interessen der Regierung in Bezug auf die Gewährleistung der Rechtschaffenheit des Wahlvorgangs, ohne dabei die Rechte einzelner Bürger oder Kandidaten, sich an politischen Debatten und Diskussionen zu beteiligen, direkt zu verletzen.“

Gleichzeitig hob der Gerichtshof die Begrenzungen der Ausgaben der Kandidaten auf, die seiner Meinung nach

“[imposed] substantial restraints on the quantity of political speech.”

„die Anzahl der politischen Reden wesentlich einschränkten.“

Weitere Regeln zur Kampagnenfinanzierung wurden vom Supreme Court 2003 im Fall McConnel v. Federal Election Commission genau geprüft. Der Fall drehte sich um das 2002 erlassene Gesetz zur Reform von Zweiparteienkampagnen, ein Gesetz, das mehrere neue Begrenzungen der Kampagnenfinanzierung einführte. Der Gerichtshof erhielt die Vorschriften aufrecht, die die Beschaffung von Soft money, Geld, das nicht für den Wahlkampf gespendet wird, sondern direkt zu dessen Unterstützung eingesetzt wird, durch landesweite Parteien und die Benutzung von Soft money durch private Organisationen, um bestimmte zur Wahl zugehörige Anzeigen zu finanzieren, verboten. Gleichzeitig hob der Gerichtshof die Ausgabenauswahlrichtlinie (englisch choice of expenditure rule) auf, die besagte, dass die Parteien entweder ihre Ausgaben für alle Kandidaten koordinieren könnten oder es den Kandidaten erlauben könnten, unabhängig voneinander Geld für den Wahlkampf auszugeben, aber keine Mischung dieser beiden Vorgehensweisen anwenden dürften. Weiterhin stellte der Supreme Court fest:

“[The] provision place[d] an unconstitutional burden on the parties’ right to make unlimited independent expenditures.”

„[Die] Vorschrift erlegt[e] dem Recht der Partei, unbegrenzte, voneinander unabhängige Geldmengen auszugeben, eine verfassungswidrige Last auf.“

Außerdem entschied er, dass eine andere Richtlinie, die es Minderjährigen verbot, politische Beiträge zu leisten, verfassungswidrig sei, wobei sich der Gerichtshof auf den Fall Tinker, einen Präzedenzfall, stützte.

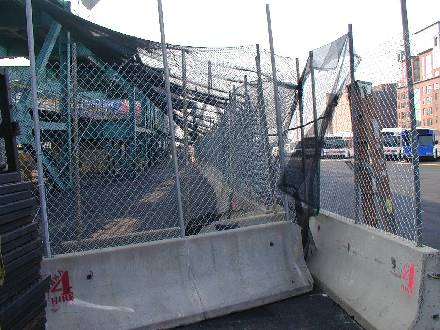
Eine free speech zone vom Demokratischen Parteitag 2004

Kurz nach den Terroranschlägen am 11. September 2001 entstanden im Verlaufe von George W. Bushs Sicherheitskampagne sogenannte free speech zones („Gebiete der freien Rede“). Sie wurden vom Secret Service, einer US-Strafverfolgungsbehörde, die unter anderem für den Schutz des Präsidenten zuständig ist, in der Nähe der Orte aufgebaut, an denen Bush vorbeikam oder an denen er eine Rede hielt. Vor und während der Veranstaltung hielten Beamte nach Leuten mit Anti-Bush-Zeichen (manchmal auch nach Leuten mit Pro-Bush-Zeichen) Ausschau und geleiteten sie in die free speech zones. Beamte vor Ort untersagten es Reportern oft, die Protestierenden zu filmen oder mit ihnen zu sprechen. Protestierende, die sich weigerten, in die free speech zones zu gehen, wurden häufig festgenommen und wegen Hausfriedensbruchs, Ruhestörung und wegen Widerstands gegen die Staatsgewalt angeklagt. 2003 wurde das selten benutzte US-Bundesgesetz US Code Title 18,1752 vorgebracht, das besagt, dass „das Eintreten in einen abgegrenzten Bereich um den Präsidenten der Vereinigten Staaten“ (englisch entering a restricted area around the President of the United States) ein Vergehen ist.

#### Unfreiwillige Einweisung
Eine Minderheit stellte die Frage, ob Gesetze zur unfreiwilligen Einweisung, wenn die Diagnose der Geisteskrankheit, die vollständig oder teilweise zur Einweisung führt, bis zu einem gewissen Grad anhand der Sprache oder anhand der von der eingewiesenen Person verfassten Schriftstücke aufgestellt wird, das Recht der Redefreiheit dieser Person verletzen.
Die Auswirkungen des ersten Verfassungszusatzes auf unfreiwillige, psychiatrische, medikamentöse Behandlung wurden ebenfalls hinterfragt. Das zuständige Bezirksgericht war 1982 im Fall Mills v. Rogers der Meinung:

“[W]hatever powers the Constitution has granted our government, involuntary mind control is not one of them.”

„[E]gal wozu unsere Regierung durch die Verfassung befugt ist, sie ist nicht zur unfreiwilligen Bewusstseinskontrolle befugt.“

Dieses Urteil war jedoch kein Präzedenzfall und die spätere Entscheidung des Supreme Court war im Wesentlichen ergebnislos.

### Pressefreiheit
Siehe auch Meinungsfreiheit
Die Pressefreiheit ist, wie die Redefreiheit, von Beschränkungen auf der Basis von Verleumdungsgesetzen betroffen. Diese Beschränkungen wurden jedoch für verfassungswidrig erklärt, wenn sie auf die politische Botschaft oder den Inhalt von Zeitungen abzielten.
Im Fall Branzburg v. Hayes von 1972 schränkte der Supreme Court die Möglichkeit der Presse ein, einer Vorladung durch eine Grand Jury unter Berufung auf die Pressefreiheit nicht Folge zu leisten. Gegenstand des Prozesses war, ob ein Reporter sich weigern könne, „vor den Grand Jurys der Bundesstaaten und der gesamten USA zu erscheinen und als Zeuge auszusagen“ (englisch [to] appear and testify before state and Federal grand juries), wenn er sich darauf berufe, dass ein solches Erscheinen und eine solche Zeugenaussage „die Rede- und Pressefreiheit, die der erste Verfassungszusatz garantiert, vermindert“ (englisch abridges the freedom of speech and press guaranteed by the First Amendment.). Die Richter entschieden mit fünf Ja- zu vier Neinstimmen, dass der erste Verfassungszusatz einen solchen Schutz nicht gewähre.

#### Besteuerung der Presse
Die Regierungen der Bundesstaaten haben das Recht, Zeitungen so zu besteuern, wie sie auch andere handelsübliche Güter besteuern dürfen. Im Allgemeinen wurden Steuern, die ausschließlich Zeitungen betrafen, für verfassungswidrig erklärt. 1936 erklärte der Gerichtshof im Fall Grosjean v. American Press Co. eine von der Regierung der Vereinigten Staaten auf die Werbeeinkünfte von Zeitungen erhobene Steuer für ungültig. Ebenso wurden einige Steuern, die die Presse begünstigten, außer Kraft gesetzt. So erklärte der Supreme Court beispielsweise 1987 ein Gesetz des Staates Arkansas, das religiöse, fachliche, Handels- und Sportzeitschriften (englisch religious, professional, trade and sports journals) von der Besteuerung befreite, für ungültig, weil das Gesetz bestimmte Zeitungsinhalte bevorzugt behandelte.
Im Fall Leathers v. Medlock von 1991 entschied der Gerichtshof, dass die Staaten verschiedene Medien unterschiedlich behandeln dürften, indem sie etwa das Kabelfernsehen besteuerten, die Zeitungen jedoch nicht. Der Gerichtshof stellte fest:

“Differential taxation of speakers, even members of the press, does not implicate the First Amendment unless the tax is directed at, or presents the danger of suppressing, particular ideas.”

„Unterschiedliche Besteuerung der Redner, sogar der Mitglieder der Presse, fällt nicht unter den ersten Verfassungszusatz, wenn die Steuer nicht auf bestimmte Ideen abzielt oder die Gefahr birgt, diese zu unterdrücken.“

#### Regulierung des Inhalts
Die Gerichtshöfe haben für die Regulierung der Presse in Bezug auf den Inhalt wenig Verständnis gezeigt. 1971 erklärte der Supreme Court im Prozess Miami Herald Pub. Co. v. Tornillo ein Gesetz eines Bundesstaates, das Zeitungen, die Politiker kritisierten, zwang, deren Antworten zu veröffentlichen, einstimmig für ungültig. Der Bundesstaat behauptete, dass das Gesetz verabschiedet worden war, um die Haftung der Presse zu gewährleisten. Da er feststellte, dass nur die Pressefreiheit, nicht aber die Haftung der Presse im ersten Verfassungszusatz festgelegt ist, entschied der Supreme Court, dass die Regierung die Zeitungen nicht zwingen dürfe, etwas zu veröffentlichen, was diese nicht veröffentlichen wollten.
Jedoch wurde die Regulierung der von Fernsehen oder Radio gesendeten Inhalte vom Gerichtshof in verschiedenen Prozessen aufrechterhalten. Weil es nur eine begrenzte Anzahl an Frequenzen für das Nicht-Kabelfernsehen und für den Hörfunk gibt, erteilt die Regierung verschiedenen Unternehmen die Lizenz zur Nutzung dieser Frequenzen. Der Supreme Court entschied jedoch, dass dieses durch den Mangel an Frequenzen hervorgerufene Problem es nicht ermöglicht, einen Prozess zum ersten Verfassungszusatz zu beginnen. Die Regierung darf Rundfunk- und Fernsehsender vom Senden abhalten, jedoch nicht aufgrund ihrer Inhalte.

### Versammlungsfreiheit und Recht auf Petitionen
Das Recht, Petitionen an die Regierung zu richten, wurde von den Gerichten dahingehend interpretiert, dass es für Petitionen an alle drei Gewalten gilt: an den Kongress, an die Exekutive und an die Judikative. Der Supreme Court interpretierte die Formulierung „Abstellung von Missständen“ (englisch redress of grievances) großzügig: so ist es beispielsweise möglich, die Regierung zu bitten, ihre Macht zur Förderung des Allgemeinwohls einzusetzen. Jedoch wurde das Recht auf Petitionen vom Kongress einige Male direkt eingeschränkt. In den 1790er-Jahren verabschiedete der Kongress die Alien and Sedition Acts (siehe oben), die Gegner der Föderalistischen Partei bestraften; die Verfassungsmäßigkeit des Gesetzes wurde vom Supreme Court nie angezweifelt. 1835 verabschiedete das Repräsentantenhaus die Gag Rule (etwa: „Knebelvorschrift“), die Petitionen verbot, die das Ende der Sklaverei forderten. Die Gag Rule war niemals Gegenstand eines Prozesses vor dem Supreme Court, wurde aber 1840 aufgehoben. Während des Ersten Weltkriegs wurden einige Personen bestraft, die die Rücknahme der Sedition and Espionage Acts (siehe oben) forderten; wieder gab es vor dem Supreme Court keinen Prozess, dessen Gegenstand diese Verurteilungen waren.
Die Versammlungsfreiheit war ursprünglich eng mit dem Recht verbunden, Petitionen einzureichen. Ein bedeutender Fall, in dem es um die beiden Rechte ging, war der Fall United States v. Cruikshank von 1876. Damals entschied der Supreme Court:

“[People have the right] peaceably to assemble for the purpose of petitioning Congress for a redress of grievances.”

„[Die Menschen haben das Recht], sich friedlich zu versammeln, um Petitionen zur Abstellung von Missständen an den Kongress zu richten.“

Im Wesentlichen wurde festgehalten, dass die Versammlungsfreiheit sekundär und das Recht, Petitionen einzureichen, primär sei. Jedoch wurde in späteren Prozessen die Bedeutung des Wortes Versammlungsfreiheit ausgeweitet. 1939 bezog sich beispielsweise der Fall Hague v. CIO auf das Recht, sich zu versammeln, „[um] Ansichten über nationale Fragen auszutauschen“ (englisch [for the] communication of views on national questions) und „[um] Informationen zu verbreiten“ (englisch [for] disseminating information).

## Internationale Bedeutung
Die meisten Regelungen der Bill of Rights der Vereinigten Staaten basieren auf der englischen Bill of Rights von 1689 und auf anderen Aspekten der britischen Gesetzgebung. Allerdings sind viele der Rechte, die der erste Zusatz zur US-Verfassung gewährt, in der englischen Bill of Rights nicht enthalten. So garantiert der erste Verfassungszusatz beispielsweise Redefreiheit für das gesamte Volk, während die englische Bill of Rights nur „[die] Freiheit der Reden und Debatten und anderer Vorgänge im Parlament“ (englisch freedom of speech and debates or proceedings in Parliament.) gewährte. Die Erklärung der Menschen- und Bürgerrechte, ein Dokument, das im Zuge der Französischen Revolution nur einige Wochen, bevor der US-Kongress die Bill of Rights vorschlug, verabschiedet wurde, enthält gewisse Freiheiten, die denen des ersten Verfassungszusatzes ähneln. Zum Beispiel setzt sie fest:

« tout citoyen peut donc parler, écrire, imprimer librement »

„Jeder Bürger darf dementsprechend frei sprechen, schreiben und drucken.“

Die Redefreiheit ist in den USA umfassender als in fast jeder anderen Nation. Während der erste Verfassungszusatz die Redefreiheit nicht ausdrücklich begrenzt, ist dies in anderen Rechtserklärungen manchmal der Fall. Die Europäische Menschenrechtskonvention erlaubt so beispielsweise Einschränkungen der Redefreiheit

„die notwendig sind für die nationale Sicherheit, die territoriale Unversehrtheit oder die öffentliche Sicherheit, zur Aufrechterhaltung der Ordnung oder zur Verhütung von Straftaten, zum Schutz der Gesundheit oder der Moral, zum Schutz des guten Rufes oder der Rechte anderer, zur Verhinderung der Verbreitung vertraulicher Informationen oder zur Wahrung der Autorität und der Unparteilichkeit der Rechtsprechung.“

In der Praxis wurden diese Schlupflöcher von europäischen Gerichten ziemlich großzügig interpretiert.
Der erste Verfassungszusatz war eine der ersten Garantien der Religionsfreiheit: weder die englische Bill of Rights, noch die französische Erklärung der Menschen- und Bürgerrechte enthält eine entsprechende Klausel. Die USA sind aufgrund des Inhalts des ersten Verfassungszusatzes weder eine Theokratie wie Iran, noch ein offiziell atheistischer Staat wie die Volksrepublik China.